# 杜氏槍魷
杜氏槍魷（学名：Uroteuthis (Photololigo），又名杜氏槍烏賊、大島鎖管，为槍魷科尾槍魷屬發光槍魷亞屬下的一个种，分布于菲律宾群岛、阿拉弗拉海、爪哇岛、苏门答腊岛、暹罗湾、马六甲海峡、安达曼群岛、孟加拉湾、阿拉伯海、亚丁湾、红海、莫桑比克海峡，包括南海等海域，生活环境为海水，常生活于浅海。该物种的模式产地在苏门答腊。

## 扩展阅读
- 維基物種上的相關：杜氏槍魷

1. 1 2  中国科学院动物研究所. . 《中国动物物种编目数据库》. 中国科学院微生物研究所.   [2009-04-28]. （原始内容存档于2016-03-05）.